# Quercus dumosa
Quercus dumosa — вид рослин з родини букових (Fagaceae); ендемік Каліфорнії, США й півночі Нижньої Каліфорнії, Мексика.

## Опис
Це чагарник 1–3 м заввишки. Крона округла, ніби обрізана. Гілки жорсткі. Кора темно-коричнева, луската. Гілочки червонувато-сірі. Листки 1–2.5 × 0.6–1.5 см, напіввічнозелені, жорсткі, товсті, еліптичні або довгасті, загострені; основа округла, іноді клиноподібна; поля хвилясті, з іноді 3–9 неглибокими частками, зубчасті; зверху блискуче-зелені, майже безволосі; бліді та густо запушені знизу, зі зірчастими трихомами; ніжка листка 1–4 мм завдовжки. Жолуді поодинокі або парні, вузько-яйцюваті, видовжені, загострені, 1.2–2.5 см; чашечка закриває горіх на 1/3 або 1/4, червонувата, глибиною 5–8 мм і шириною 8–15 мм; дозріває за 1 рік.

## Середовище проживання
Ендемік Каліфорнії, США і півночі Нижньої Каліфорнії, Мексика.
Q. dumosa населяє майже виключно чапаральні спільноти, в яких він панує або співпанує; трапляється на прибережних обривах, схилах пагорбів, каньйонах та месах, включаючи туманний пояс округу Сан-Дієго; росте на висотах 0–300 м.

## Загрози
Найпоширеніша загроза це втручання людини, яка залишила вздовж узбережжя дуже мало недоторканих середовищ існування. Самі по собі пожежі не є загрозою, але тривалі періоди без пожежі необхідні для значного відтворення.